# Plage de Valle Niza
La Plage de Valle Niza est une plage de Vélez-Málaga, située sur la Costa del Sol, dans la province de Málaga, en Espagne. Il s'agit d'une plage isolée, à sable sombre et à houle modérée, jouxtant la commune de Valle-Niza. Elle mesure environ 2 400 mètres de longueur, et en moyenne 25 mètres de largeur. C'est une plage peu fréquentée présentant des lacunes en matière d'équipements.